# Gerbillus gleadowi
Gerbillus gleadowi is een zoogdier uit de familie van de Muridae. De wetenschappelijke naam van de soort werd voor het eerst geldig gepubliceerd door Murray in 1886.

## Voorkomen
De soort komt voor in India en Pakistan.